# Xaignabouli
Xaignabouli, trascritta anche Sainyabuli (in lao ເມືອງໄຊຍະບູລີ) è una città del Laos, situata nella provincia di Xaignabouli, della quale è il capoluogo.
| Controllo di autorità | VIAF (EN) 137315703 · LCCN (EN) n88210208 · BNF (FR) cb13335490t (data) · J9U (EN, HE) 987007567479405171 |